# گاومیش‌های آفریقایی
گاومیش‌های آفریقایی (نام علمی: Syncerus) سرده‌ای از گاوهای آفریقایی است که شامل گاومیش آفریقایی (Syncerus caffer) از جمله گاومیش جنگلی آفریقایی متمایز است.
حداقل یک گونه منقرض‌شده وابسته به این سرده است. Syncerus acoelotus. گاومیش غول‌پیکر آفریقایی منقرض‌شده (Syncerus antiquus) نیز توسط بسیاری از مقامات در این سرده گنجانده شده‌است.